# Мы никогда не умрём

Мэдисон-Сквер-Гарден

«Мы никогда не умрём» (англ. We Will Never Die) — драматическое представление, посвящённое 2 миллионам погибших мирных евреев Европы, поставленное перед аудиторией в 40 000 человек в Мэдисон-Сквер-Гарден 9 марта 1943 года с целью привлечь внимание общественности к продолжающемуся массовому убийству евреев Европы. Организатором и автором сценария выступил сценарист и писатель Бен Хект, а продюсерами — Билли Роуз и Эрнст Любич. Музыкальное сопровождение было написано Куртом Вайлем (1900–1950) и поставлено Моссом Хартом (1904–1961), ведущим бродвейским продюсером:237. В представлении приняли участие Эдвард Г. Робинсон, Эдвард Арнольд, Джон Гарфилд, Сэм Левин, Пол Стюарт, Сильвия Сидни и Пол Муни. Впоследствии представление было показано в других городах по всей стране.

## Цель постановки
«Из-за разочарования американской политикой и возмущения страхом Голливуда оскорбить свои европейские рынки», сценарист и писатель Бен Хект в январе 1942 года провёл ужин с многочисленными еврейскими писателями и другими деятелями искусства, чтобы привлечь внимание к тяжёлому положению еврейского населения Европы, которое в то время истреблялось нацистской Германией. Композитор Курт Вайль и продюсер Мосс Харт немедленно вызвались помочь всем, чем могли, при этом Вайль заявил: «Пожалуйста, рассчитывайте на меня во всём»:237.

## Выступления

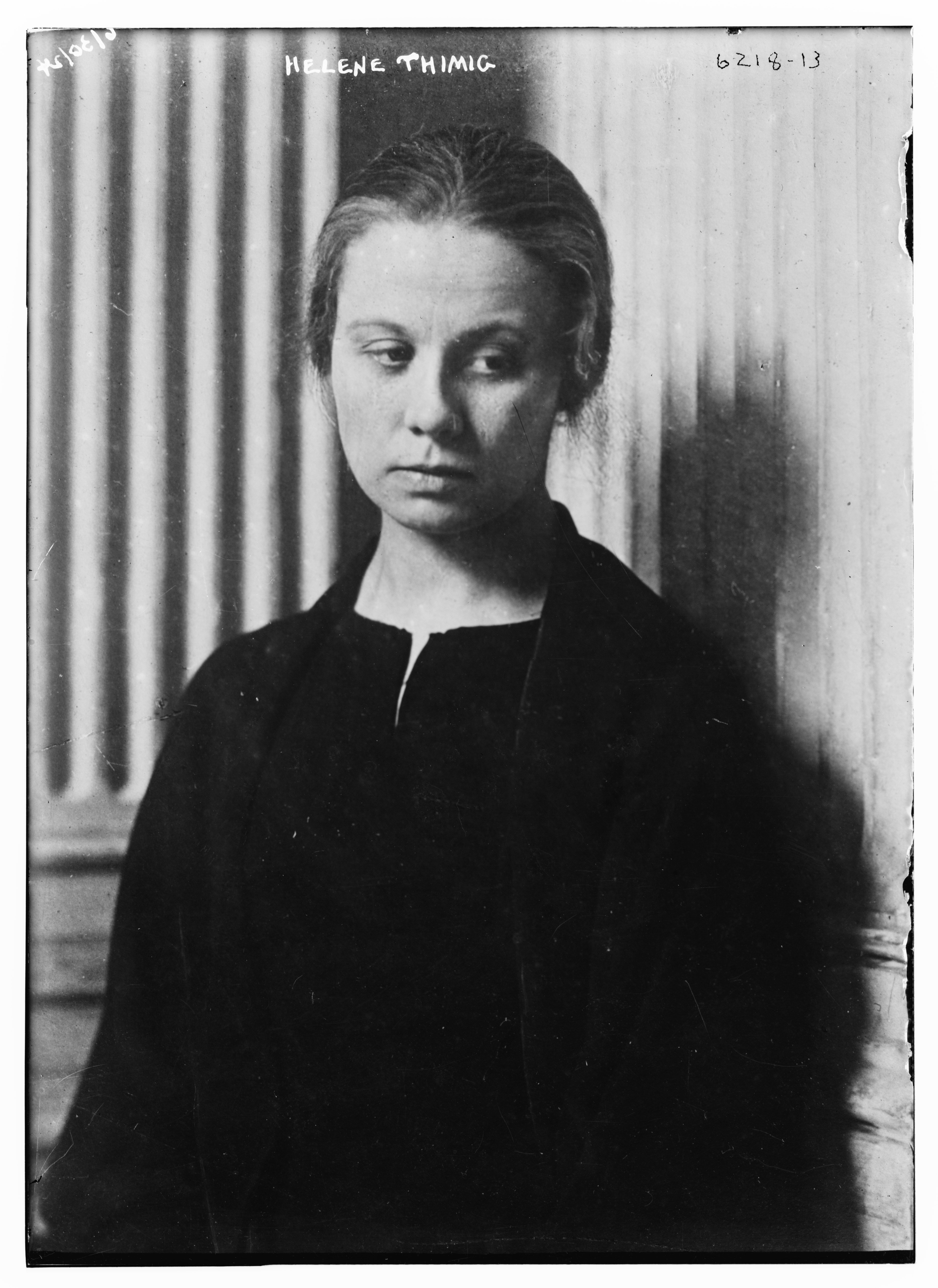
Хелен Тимиг

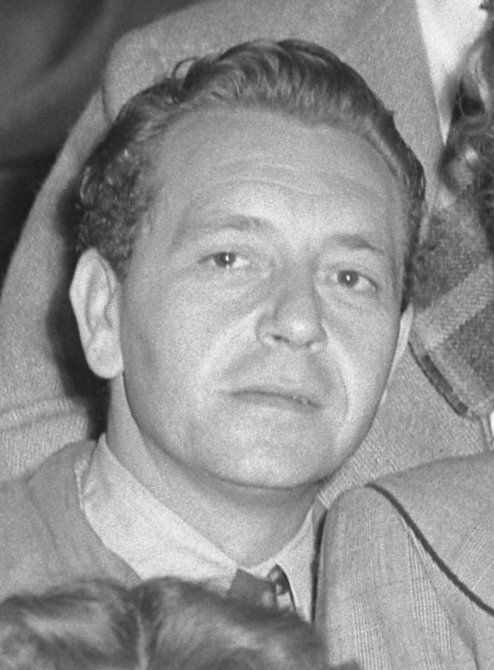
Пол Хенрейд

Сначала они попытались создать шоу под названием «Борьба за свободу» (англ. Fight for Freedom), но отказались от этой идеи из-за нехватки средств. Наконец, по представлению под названием «Мы никогда не умрём», спродюсированному Билли Роузом и поставленному Моссом Хартом, состоялось два выступления 9 марта 1943 года перед 40 000 зрителей в Мэдисон-Сквер-Гарден. В ходе представлений «сотни голосов возносились в молитвах и песнях», чтобы напомнить людям о том, что тогда происходило с еврейским населением Европы, пишет Стивен Бах. Двести раввинов и двести хаззанов возносили на сцене различные молитвы. В концерте приняли участие еврейские звёзды, в том числе Эдвард Г. Робинсон, Сэм Левин, Пол Муни, Джоан Лесли, Катина Паксину, Сильвия Сидни, Эдвард Арнольд, Джон Гарфилд, Пол Хенрейд, Джейкоб Бен-Ами, Бланш Юрка, Дж. Эдвард Бромберг, Аким Тамиров, Роман Бонен, Арт Смит, Хелен Тимиг, Шимен Раскин и Лев Булгаков, а также звёзды-неевреи, такие как Ральф Беллами, Фрэнк Синатра и Бёрджесс Мередит:237.
Шоу продолжилось в Чикаго, Филадельфии, Бостоне, Вашингтоне (округ Колумбия) и в Hollywood Bowl в Лос-Анджелесе 21 июля 1943 года. Губернатор штата Нью-Йорк Томас Э. Дьюи объявил день траура по евреям, убитым нацистами. Однако, несмотря на общенациональный успех шоу, его главный организатор Бен Хект «получил мало утешения» от представления. Вайль сказал Хекту: «Постановка ничего не достигла. На самом деле, всё, что мы сделали, это заставили многих евреев плакать, что не является уникальным достижением»:237. Спустя годы, в 1946 году, после окончания войны, Хект написал пьесу «Рождение флага», чтобы способствовать созданию Государства Израиль для оставшихся в Европе евреев.

## Синопсис
Hollywood Bowl, 21 июля 1943 года.
В ролях (в порядке появления)
- Перекличка
  - Раввин – Джейкоб Бен-Ами
  - Рассказчики – Эдвард Г. Робинсон, Эдвард Арнольд
- Еврей на войне
  - Рассказчики – Джон Гарфилд, Сэм Левин
- Варшавская битва
  - Рассказчики – Пол Хенрейд, Катина Паксину
  - Голос – Пол Стюарт
- Боевой гимн гетто
  - Музыка Франца Ваксмана, стихи Фрэнка Лессера
- Помни нас
  - Рассказчики – Эдвард Г. Робинсон, Эдвард Арнольд
  - Актёры – Эдвард Дж. Бромберг, Роман Бонен, Шимен Раскин, Арт Смит, Аким Тамиров, Лев Булгаков, Хелен Тимиг, Бланш Юрка, Джоан Лесли, Александр Гранах.

## Организаторы
Вайль и Харт недавно добились большого успеха на Бродвее с мюзиклом «Леди в темноте» на стихи Айры Гершвина. В то время Вайль и Харт поддерживали военные действия, сотрудничая в Lunchtime Follies (первоначально Lunch Hour Follies), серии варьете, организованных Американским театральным крылом для поднятия морального духа рабочих на заводах, производящих военные материалы.
Маловероятно, что Вайль и Хект встречались во время работы Хекта в Chicago Daily News в Берлине в начале 1920-х годов, но Вайль ещё в 1934 году определил Хекта как потенциального американского соратника. Вероятно, они встретились вскоре после того, как Вайль приехал в США в 1935 году для работы над «Вечным путём» — грандиозным библейским спектаклем, поставленным в Нью-Йорке Максом Рейнхардтом с музыкой Вайля и либретто Франца Верфеля. В конечном итоге Вайлль также был связан с Хектом социально через своих соседей в Наяке, штат Нью-Йорк, включая Бёрджесса Мередита, Хелен Хейс и её мужа Чарльза Макартура, который был частым соавтором Хекта.

### Курт Вайль

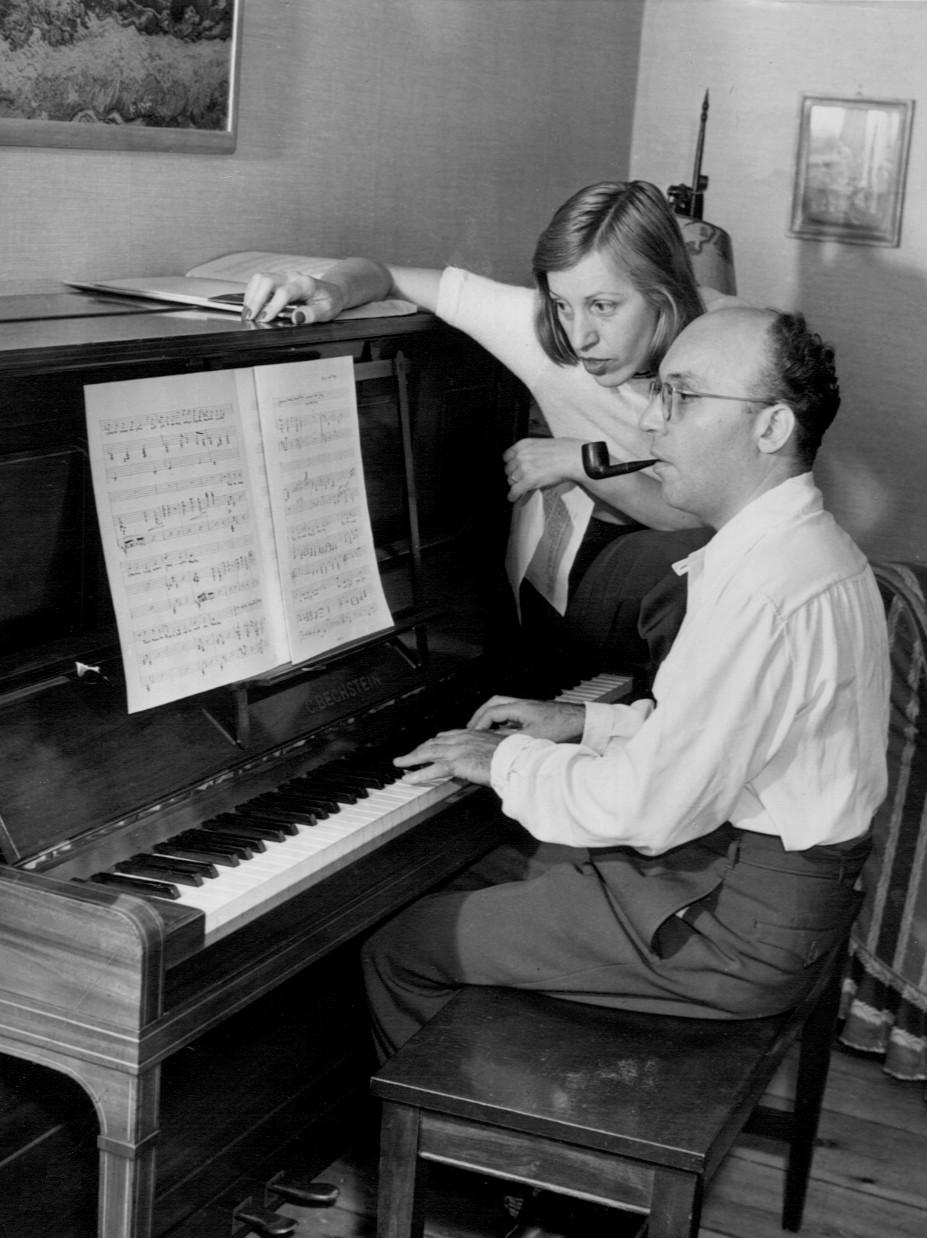
Курт Вайль за работой, 1942 год.

У Вайля были все необходимые предпосылки для участия в проекте We Will Never Die. Будучи немецким эмигрантом, сыном хаззана, учеником Ферруччо Бузони и прирождённым театральным композитором, он овладел приёмами эффективного использования музыки как в театральных постановках, так и на радио. На протяжении всей своей карьеры он использовал театр для освещения социальных проблем. Хотя его часто характеризуют как политического композитора из-за его связей в Германии с Бертольтом Брехтом, тщательный анализ его музыки и произведений показывает, что его больше волновали человеческие обстоятельства, чем политические причины. Его готовность работать над постановкой «Мы никогда не умрём» была, вероятно, больше мотивирована тяжёлым положением евреев в Европе, чем убеждением присоединиться к Хекту в поддержке Питера Бергсона и Комитета за армию безгосударственных и палестинских евреев.
Хотя в ранние годы Вайль был в основном пацифистом, он был глубоко предан поддержке американских военных усилий и демонстрировал свою преданность США. В 1941 году он написал музыку для Fun to be Free. Это раннее представление Хекта и Чарльза Макартура было организовано в Мэдисон-Сквер-Гарден и спонсировалось Fight for Freedom, Inc., группой, которая поддерживала полное участие США в европейской войне. Он также писал пропагандистские песни (некоторые из них транслировались в Германии); музыкальное сопровождение к пьесе 1942 года «Ваш флот», написанной Максвеллом Андерсоном и совместно заказанной радиостанциями CBS Radio и NBC Radio; музыка к американскому пропагандистскому фильму 1945 года «Салют Франции», снятому Жаном Ренуаром; и четыре патриотические мелодрамы для Хелен Хейс, записанные RCA Victor под названием Mine Eyes Have Seen the Glory.
Когда Хект предложил ему поучаствовать в работе над «Мы никогда не умрём», Вайль был занят разработкой сценария совместно с Беллой Спевак для бродвейского шоу по мотивам «Венеры одного человека» с Марлен Дитрих в главной роли. Этот проект не был реализован, но впоследствии при участии других соавторов он превратился в «Одно прикосновение Венеры». Прочитав сценарий Хекта, Вайль решил повторно использовать часть музыки из «Вечного пути», а также другую уже существующую музыку, которая имела бы значение для зрителей. В результате партитура представляет собой не формальную композицию, а сборник сопутствующей музыки, призванный подчеркнуть драматическую форму сценария Хекта.
Вайль привлёк к проекту композитора и дирижера Исаака ван Гроува, чтобы тот руководил оркестром NBC из 50 музыкантов, готовил хоры и занимался музыкальной логистикой. Продирижировав 153 представления «Вечного пути», Гроув оказался идеальным музыкантом для адаптации отрывков из этого произведения к требованиям «We Will Never Die». Гроув также дирижировал музыкой Вайля для спектакля «Railroads on Parade», который давался по пять представлений в день во время Всемирной выставки 1939 года в Нью-Йорке.
Выступление в Голливуд-боул 21 июля 1943 года, которое транслировалось по всей стране на канале NBC, проходило под управлением известного кинокомпозитора Франца Ваксмана. К сожалению, не сохранилось ни одного из исполнительских материалов, которые могли бы дать представление о том, насколько сильно была изменена партитура, чтобы соответствовать требованиям последующих постановок после первых двух представлений в Мэдисон-сквер-гарден в Нью-Йорке. Хотя эта трансляция из Голливуд-боул описывает постановку как точную копию нью-йоркской постановки, записанный текст в некоторых отношениях отличается от копии сценария Вайля. Можно услышать музыку из «Вечного пути», адаптированную в качестве фоновой музыки для произносимых текстов, а также оркестровую версию «Песни Мириам», используемую в качестве музыкального сопровождения. Также включены различные фанфары, последовательности непрерывных аккордов и фрагменты нацистской музыки, которым противопоставляются аранжировки «Хатиквы» и «Варшавянки». Во втором разделе «Евреи на войне» представлена последовательность национальных гимнов и мелодий, в том числе «Типперэри» и «Песня Красной Армии» Льва Книппера, также известная как «Конница степей».
Поскольку большинство музыкальных источников исчезло, очень сложно восстановить музыку «Мы никогда не умрём», за исключением транскрипции того, что можно неточно услышать в радиозаписи.